# محاميت (الطويلة)

تعديل مصدري - تعديل

محاميت هي إحدى قرى عزلة الغربي بمديرية الطويلة التابعة لمحافظة المحويت، بلغ تعداد سكانها 97 نسمة حسب تعداد اليمن لعام 2004.